# اکراس سرسیاه
اکراس سرسیاه (نام علمی: Threskiornis melanocephalus) نام یک گونه از زیرخانواده اکراس است.